# Vitaly Parkhimovich
Vitaly Mikhaylovich Parkhimovich (en russe : Виталий Михайлович Пархимович), né le 17 juin 1943 à Riazan et mort le 15 janvier 1995, est un tireur sportif soviétique.

## Carrière
Vitaly Parkhimovich participe aux Jeux olympiques d'été de 1968 à Mexico et remporte la médaille de bronze dans l'épreuve de tir à la carabine à 50 mètres en 3 positions. Il participe aussi aux épreuves de tir aux Jeux olympiques d'été de 1972 à Munich, sans obtenir de médaille.